# آدولف اسچیل
آدولف اسچیل (آلمانی: Adolf Schill; ۱۴ مهٔ ۱۸۴۸ – ۱۰ نوامبر ۱۹۱۱) تصویرگر، معمار و استاد دانشگاه اهل پادشاهی وورتمبرگ بود.
او به عنوان مدرس دانشگاه بین سالهای ۱۸۸۰ تا ۱۹۱۱ در مدرسه هنر دوسلدورف کار کرد.